# Gymnoclytia propinqua
Gymnoclytia propinqua là một loài ruồi trong họ Tachinidae.